# Borneoboomekster
De borneoboomekster (Dendrocitta cinerascens) is een zangvogel uit de familie van de kraaien en het geslacht boomeksters. 

## Kenmerken
De borneoboomekster is een vrij forse vogel, 40 cm lang, met een lange staart die trapvormig afloopt, met bruine, ronde vleugels en betrekkelijk kleine poten. De vogel is van onder rosse tot bruinachtig gekleurd en wit boven op de kop en een dunne, zwarte wenkbrauwstreep, die doorloopt tot aan de bovensnavel. De rug is grijs en de stuit vuilwit. De vleugels zijn zwart met een witte vlek en de staart is grijs, waarbij de uiteinden van de staartveren zwart worden. De Maleise boomekster is meer bruin op de rug en op de kop en heeft een witte nek en een dunnere snavel.
De borneoboomekster is een luidruchtige vogel met een uitgebreid repertoire aan geluiden waarbij ook andere vogels geïmiteerd worden.

## Leefwijze
Boomeksters foerageren in de kronen van bomen en door struikgewas, soms alleen, vaak ook in groepjes. Ze eten bessen en kleine vruchten, zaden en grote insecten zoals kevers en kakkerlakken.

## Verspreiding en leefgebied
De borneoboomekster is een vrij algemene vogel in hellingbossen en valleien in het noorden van Borneo (Sabah, Sarawak en het noorden van Kalimantan) op een hoogte tussen 300 en 2800 meter boven de zeespiegel. Het leefgebied bestaat uit de randen van tropische bossen, gebieden met struikgewas en soms ook in cultuur gebracht land, waar hij betrekkelijk tam kan worden.

## Status
Op Borneo is het een algemene vogel. Er is geen aanleiding te veronderstellen dat de soort in aantal achteruit gaat. Om deze redenen staat deze boomekster als niet bedreigd op de Rode Lijst van de IUCN.